# WYFR
WYFR (Сімейне радіо) — колишня короткохвильова радіостанція, що знаходилась в Окічобі, штат Флорида, США. Станція належала корпорації «Сімейне радіо» і передавала християнські радіопрограми для міжнародної аудиторії.
Станція почала своє мовлення 20 жовтня 1973 року, після придбання короткохвильової станції WNYW, розташованої в Сайчуаті, штат Массачусетс, і змінила свій позивний на WYFR, ця абревіатура означає «We're Your Family Radio» — «Ми Ваше сімейне радіо». В 1977 році побудовані нові передавачі в Окічобі, і в 1979 році закриті старі в Сайчуаті.
Перед придбанням колишньої станції WNYW ходили чутки, що станція частково контролюються Центральним розвідувальним управлінням для трансляції антикомуністичної пропаганди .
Позивним сигналом WYFR були перші вісім нот пісні «To God Be the Glory».
У грудні 2013 року станція була придбана мовником WRMI.

## Мовлення

QSL картка радіостанції WYFR, випущена з нагоди її 50-річчя (з колекції Віталія Лісовського (Lisner))

Радіостанція вела мовлення 47 мовами. Української служби не було, проте буда російська.
Передачі передавались не лише через передавальний центр в Окічобі, використовують ще й передавачі на Тайвані, острові Вознесіння, в Німеччині та багатьох інших країнах світу і супутник Hotbird.